# Hera (missão espacial)

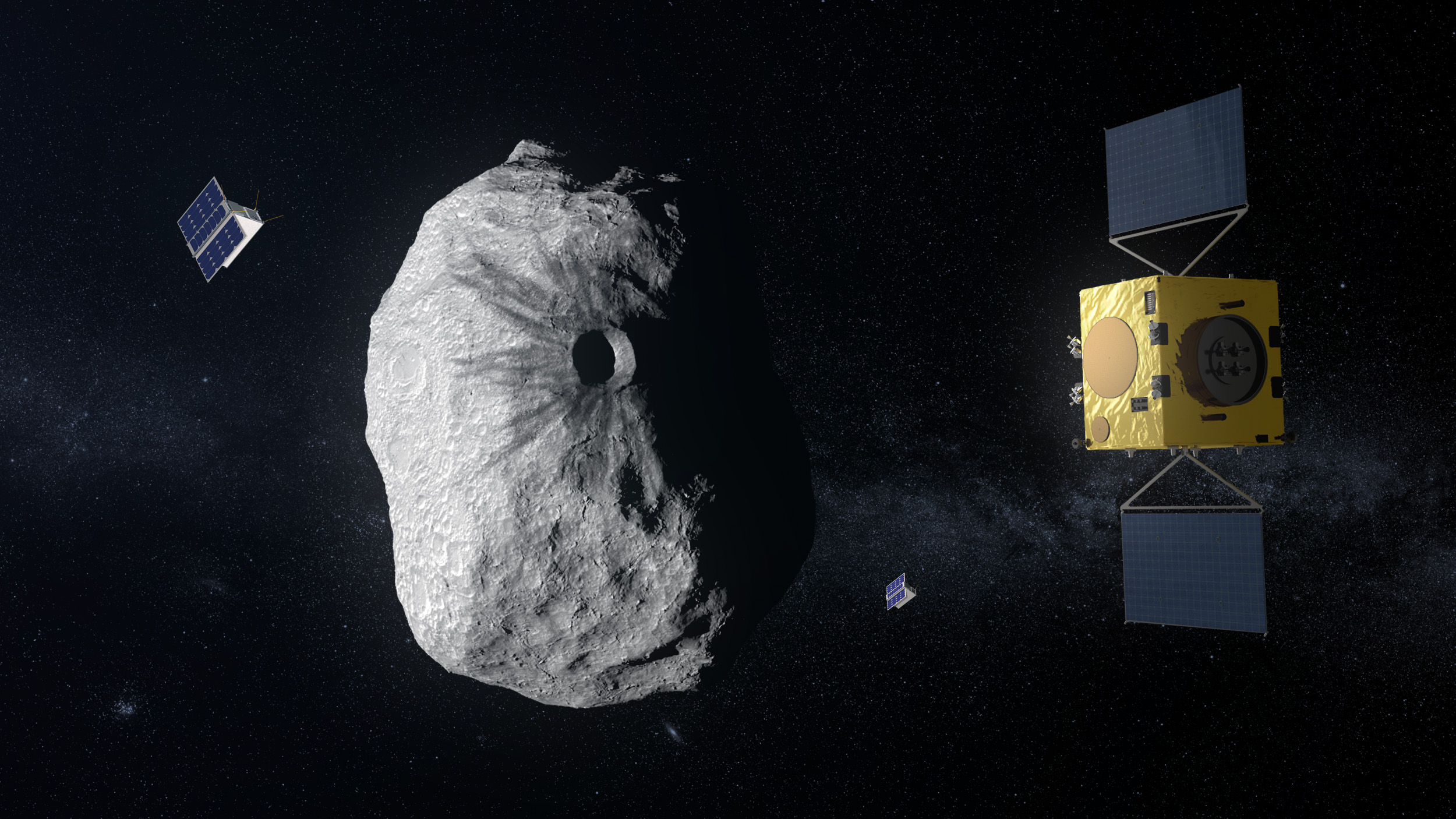
Representação artística da missão espacial Hera

Hera é uma nave espacial desenvolvida pela Agência Espacial Europeia para seu programa de segurança espacial. Seu principal objetivo de missão é estudar o sistema binário de asteroides Didymos, que foi impactado quatro anos antes pela nave espacial Double Asteroid Redirection Test (DART) da NASA e contribuir para a validação do método de impacto cinético para desviar um asteroide próximo à Terra de uma possível trajetória de colisão com o planeta. Ele medirá o tamanho e a morfologia da cratera criada, bem como o momentum transferido por um projétil artificial que impacta um asteroide, o que permitirá medir a eficiência da deflexão produzida pelo impacto. Também analisará a expansão da nuvem de detritos causada pelo impacto.